# Batoning

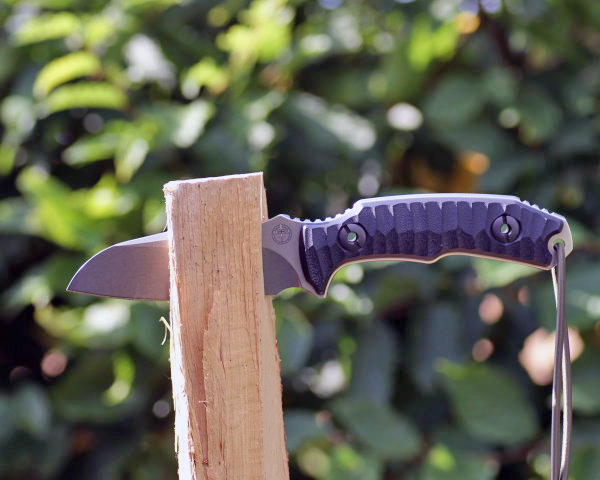
Batoning mit einem Messer

Batoning ist eine Methode zum Aufspalten von Holz, die vor allem im Bereich des Bushcraftings und Survival zum Einsatz kommt, um Feuer- oder Bauholz zu produzieren.

## Vorgehensweise
Beim Batoning wird ein Schneidwerkzeug eingesetzt, etwa ein Messer mit stehender Klinge, eine Machete oder eine Hippe sowie ein Schlagknüppel (französisch bâton ‚Stock‘, englisch baton ‚(Schlag)stock‘). Der Schlagknüppel sollte dabei aus möglichst hartem Holz bestehen. Die Klinge wird auf die Stirnseite des zu bearbeitenden Holzstückes gesetzt, mit dem Knüppel wird dann so lange auf den vorderen, möglichst über das Holz ragenden Teil des Klingenrückens geschlagen, bis das Holz gespalten ist.
Eine für das Werkzeug schonendere Variante des Batonings ist es, die Klinge nur bis kurz über den Rücken in das Holz einzuschlagen und dieses dann mit Keilen zu spalten.

## Vor- und Nachteile
Die Methode des Batonings ist nicht unumstritten. Neben den Befürwortern des Vorgehens gibt es auch Stimmen in der Outdoor- und Bushcraftszene, die das Spalten von Holz mittels Messer und Schlagstock rigoros ablehnen. Ein Vorteil des Batonings besteht darin, dass nur ein künstliches Werkzeug benötigt wird, um Baumholz zu spalten. Eine Klinge bzw. ein Schneidwerkzeug gehört zudem zur Grundausstattung des Survival und Bushcraftings und ist somit in den meisten Situationen vorhanden. Das Holzspalten per Batoning erfordert außerdem weniger Kraftaufwand als zum Beispiel der Einsatz einer Axt. Ein Nachteil kann durch die Benutzung des Schlagknüppels entstehen, etwa wenn die Klinge zu kurz ist, um über das Holzstück herauszuragen, da dann notwendigerweise auf das Heft geschlagen werden muss, was das Werkzeug beschädigen oder zerstören kann. Ein Verkanten der Klinge im Holz kann ebenfalls zu ihrem Zerbrechen führen.